# 8P/Tuttle
8P/Tuttle, komet Jupiterove obitelji, objekt blizak Zemlji.